# 薩爾迪學校空襲
2024年6月6日，以色列國防軍對努塞拉特難民營內聯合國近東巴勒斯坦難民救濟和工程處所營運的薩爾迪（السردي）學校發動空襲，造成至少33人死亡，遇難者包括3名婦女、9名兒童和21名男子。該空襲使用美國製造的彈藥。

## 背景
自2023年10月7日哈馬斯襲擊以色列和以色列作出回應之後，聯合國近東巴勒斯坦難民救濟和工程處在加沙地帶運營的約300所學校已經停止所有教育項目。這些學校許多已被改造成加沙居民逃避戰火的難民營，約6000名難民在薩爾迪學校尋求庇護。2024年5月6日，以色列在以色列—哈馬斯戰爭中展開拉法攻勢。在此之前，以色列因其攻勢及對巴勒斯坦平民進行的空襲行動受到批評，例如在加沙地帶被指定為平民「安全區」發生的特爾蘇丹大屠殺中，45至50名巴勒斯坦平民因以軍空襲而喪生。

## 襲擊
2024年6月6日凌晨2點左右，以色列空軍用兩枚導彈空襲努塞拉特難民營的薩爾迪學校頂層教室。該空擊是以軍宣佈對加沙中部多個難民營展開新的地面攻勢和空襲後所進行的。聯合國近東巴勒斯坦難民救濟和工程處表示，襲擊發生時有6000名巴勒斯坦難民在這所學校避難。自戰爭爆發以來，已有超過180座聯合國機構建築被襲擊，超過450名無家可歸者在這些設施中喪生。這次空擊中使用的彈藥與特爾蘇丹大屠殺中使用的GBU-39小直徑炸彈相同。

## 傷亡
死傷者被立即轉移到附近代爾拜萊赫的舒哈達阿克薩醫院。《紐約時報》報導稱，該醫院因應對傷亡而陷入混亂。目擊者表示，成年女性和女孩被安置在本是用於成年男性和男孩的區域。加沙衛生部和舒哈達阿克薩醫院當局初步估計，該空襲造成至少40人死亡，包括14名兒童和9名女性，並有超過74人受傷。醫院停屍間在清點後修正死傷人數，最終確定為3名女性、9名兒童和21名男性。美聯社記者被允許確認屍體數量，但不能查看裹屍布下的屍體。
哈馬斯政府媒體辦公室主任伊斯梅爾·塔瓦卜塔表示，進入舒哈達阿克薩醫院的死傷者數量是醫院臨床容量的三倍。
救援人員表示，他們只在現場找到平民的屍體。相比之下，以色列部隊聲稱這是一次對學校內哈馬斯基地的「精確打擊」，殺死約20至30名武裝份子，但其未提供證據。截至6月8日，以色列僅提供17名據稱在襲擊中喪生的哈馬斯成員名字。然而，以色列所提供的8個名字與醫院記錄不符，其中一名「被識別的武裝份子」實際上是一名8歲男孩。
以色列國防軍發言人彼得·勒納表示，他們目前尚不清楚該空擊是否造成任何平民傷亡。塔瓦卜塔反駁以色列的說法，其告訴路透社，以色列使用「虛假的捏造故事來為其對數十名無家可歸者所進行的殘暴行為辯護」。

## 美製彈藥
CNN對現場影片進行分析並請爆炸武器專家審查後發現，在對學校的空襲中以軍使用了美國製造的彈藥。CNN在其記者拍攝的現場片段中，辨認出至少兩枚美國製造的GBU-39小直徑炸彈（SDB）破片。此前，CNN已經確認以軍在特爾蘇丹大屠殺中使用美製武器。根據《華盛頓郵報》報導，武器專家確認這次空襲中使用的武器是美製GBU-39。從現場確認的圖像中看到的破片顯示一個籠碼，即用來識別向美國政府銷售武器的經銷商之五字符序列。破片上的代碼「81873」與位於加利福尼亞州巴倫西亞的破片武器製造商「Woodward HRT」相關聯。
此前，美國國務院報告稱，有理由評估以色列在加沙的軍事行動中使用美製武器違反國際法，但指出美國沒有完整的信息來證實這些美製武器是否具體被用於涉嫌違反國際人道法的行動中。

## 反應
聯合國秘書長安東尼奧·古特雷斯譴責這次大屠殺，表示「聯合國場地不容侵犯」。美國呼籲以色列對這一事件表現出充分的「透明度」。
美國國務院表示，以色列的襲擊並未越過美國總統祖·拜登所謂的「紅線」，即對拉法進行大規模行動。
哈馬斯政府媒體辦公室主任塔瓦卜塔告訴記者：「以色列佔領者實施這場可怕的屠殺，是針對加沙地帶平民，包括婦女和兒童以及難民的種族清洗，是種族滅絕的明顯證據。」
西班牙外交部部長何塞·曼努埃爾·阿爾瓦雷斯因以色列空軍空襲薩爾迪學校，宣佈西班牙加入南非向國際法院控告以色列在加沙地帶實施種族滅絕的案件。

## 另見
- 以色列入侵加沙地帶期間對學校的襲擊
- 以色列戰爭罪行